# Терентьевка (Анжеро-Судженский городской округ)
Терентьевка — посёлок в Кемеровской области России, входит в состав Анжеро-Судженского городского округа.

## География
Посёлок расположен в Кузнецкой котловине, в лесной местности, у р. Козлушка.
Уличная сеть состоит из двух географических объектов: ул. Низовская и ул. Низовская 1-я

## Население
| 2010 |
| ---- |
| 65   |

Национальный и гендерный состав
По данным Всероссийской переписи населения на 2010 год, в посёлке проживало 65 человек (26 мужчин, 39 женщин, 40,0 и 60,0 %% соответственно).
Согласно результатам переписи 2002 года, в национальной структуре населения русские составляли 97 % от 82 жителей.

## Транспорт
Проходит автодорога Кемерово — Анжеро-Судженск.